# Коридор Шеньчжень — Чжуншань
22°34′00″ пн. ш. 113°45′18″ сх. д. / 22.56673° пн. ш. 113.75492° сх. д.
Коридор Шеньчжень — Чжуншань — міст-тунель, який сполучає два великі міста в дельті Перлинної річки (ДПР) у Китаї: місто Шеньчжень на східній стороні ДРР та місто Чжуншань на західній стороні. 
Складається з серії мостів і тунелів (тунель Шеньчжень — Чжуншань, міст Шеньчжень — Чжуншань та міст Чжуншань), що починаються від міжнародного аеропорту Баоань на стороні Шеньчженя.
Восьмисмуговий коридор завдовжки 49,7 км завершено у 2024 році, а його вартість становить близько 4,83 мільярда доларів США. 

Прокладено приблизно за 27 км нижче за течією від мосту Хумень, який раніше був єдиним мостом через естуарій, та приблизно за 32 км на північ від нового мосту Гонконг — Чжухай — Макао, який сполучає міста Гонконг, Чжухай та Макао на південному березі ДПР. 
Будівництво розпочато у травні 2017 року, міст відкрито 30 червня 2024 року. 

## Історія
Ідея окремого сполучення Шеньчженя з Чжуншанем спочатку запропонована у 2008 році, але її було відкладено на кілька років через побоювання, що це може поставити під загрозу успіх мосту між Гонконгом, Чжухаєм та Макао. 
Зрештою, проект включили до 12-го п'ятирічного плану уряду Гуандуна , представленого губернатором Гуандуна Хуан Хуахуа 9 січня 2011 року. 

Проєкт складається з тунелю довжиною 6,7 км, що починається з боку Шеньчженя, та 19 мостів загальною довжиною 43 км; найдовша безперервна ділянка мосту становить близько 22,5 км, з яких близько 15,5 км простягається над морем.  
У кожному напрямку є чотири смуги руху з максимальною швидкістю 100 км/год. 
Міст сполучає швидкісну автомагістраль Гуаншень на південь від аеропорту Шеньчженя та швидкісну автомагістраль Цзіхе на схід від аеропорту на східній стороні дельти зі швидкісною автомагістраллю Чжунцзян на західній стороні. Це скорочує час у дорозі з Шеньчженя до Чжуншаня до менш ніж 30 хвилин.
30 червня 2024 року міст відкрито для руху. 
У Шеньчжені створили міжміські автобусні лінії між ним та Чжуншанем. 
У перші дні після відкриття користувачі, включаючи водіїв та пасажирів, повідомляли про затори на мосту, деяким доводилося чекати годинами або здійснювати об'їзди, використовуючи міст Хумень. 

## Використання
У перший місяць після його відкриття було здійснено понад 3 мільйони перетинів транспортних засобів. 